# María del Carmen Machín y Ortiz de Zárate
María del Carmen Machín y Ortiz de Zárate, död 1878, var en spansk hovfunktionär. 
Hon var hovdam (Camarista) och kunglig guvernant till Spaniens drottning Isabella II av Spanien och hennes syster Luisa 1832-1841, och därefter för kung Alfons XII av Spanien och hans systrar. 